# Enköpingsåsen
Enköpingsåsen est un esker d'une longueur totale de 300 km de long, entre Trosa au sud et Bollnäs au nord, et passant entre autres près d'Enköping, ce qui explique son nom (la crête d'Enköping). Il se divise au niveau de Tärnsjö la partie ouest continuant alors vers le nord sous le nom Österfärneboåsen, tandis que la partie est prend successivement les noms de Hedesundaåsen, Valboåsen, Gävleåsen, Sätraåsen... Il s'agit de l'un des plus grands dépôts glaciaires du pays.
Comme tous les eskers de la région, Enköpingsåsen concentre la plupart des sites de peuplement préhistoriques. Il fut aussi utilisé comme voie de communication, ce qui est encore le cas aujourd'hui, les routes nationale 56 et départementales 254 et 272 suivant la crête sur une partie de leur tracé.